# Stampersplaat
Stampersplaat is een onbewoond eiland in de Grevelingen. Het is ca  94,5 ha groot. Er is een klein haventje voor watersporters. Het eiland wordt beheerd door Staatsbosbeheer. De organisatie heeft een kudde pony's ingezet voor de begrazing van het gebied.